# 最小意識狀態
最低意識狀態（英文：Minimally conscious state，縮寫為MCS）是一種不同於持續性植物狀態和閉鎖症候群的意識障礙。與持續性植物狀態不同，MCS患者的意識得以部分保留。MCS是意識障礙的一個相對較新的類別。MCS的自然病史和長期預後尚未得到徹底研究。據估計，2000年美國成人和兒童的MCS患者合計約為112,000至280,000人。

## 病理学

### 神经影像学
由于最低意识状态是一个相对较新的诊断标准，学界内对该种情况的病人的脑功能成像研究非常少。初步数据显示，处于最低意识状态的病人的整体脑代谢低于拥有正常意识的人（正常人的20-40%），相似或略高于植物人状态。在MCS患者和植物人患者之间，内侧顶叶皮层和邻近的后扣带皮层的活跃性可能有所不同。

## 诊断

### 定义
最低意识状态（MCS）的定义是一种被严重改变的意识状态，在这种状态下，患者对自我或环境作出反应的证据极少但明确。

### 诊断
尽管MCS患者能够表现出认知介导的动作，但其动作间拥有不一致性。然而，患者可以重复这些动作，或者持续动作足够长的时间，以至于这些动作可以与反射性行为区别开来。基于动作的不一致性，评估患者的时间一般需要被延长，以确定患者的简单动作（如移动手指或眨眼），是由于特定的环境事件（如移动手指或眨眼的命令）而触发的，还是只是出于巧合。区分植物人状态和MCS通常比较困难，因为MCS的诊断基于观察患者对于自我或周围环境是否产生意识，此类表现因患者的意识障碍而变得十分难以被观察到。涉及意识障碍的较常见的诊断错误之一是将MCS误认为植物人状态，这可能导致临床管理方面的严重后果。
Giacino等人（Giacino et al.）建议将以下动作作为MCS的诊断标准：
- 患者能够服从简单命令
- 患者能够以手势或口头作出回复（无论是否正确）
- 可理解的言语表达
- 因适当环境刺激而产生的，非反射性的行为，例如：
  - 患者对感性的语言或视觉内容做出相应的的微笑或哭泣动作，而对中性内容或其他刺激无反应
  - 患者对问题的语言学内容有直接的言语或手势反应
  - 患者能伸手取物，或能表现出出物体位置和伸手方向之间的明确关系
  - 患者能以适应物体大小和形状的方式触摸或握住物体
  - 患者能持续凝视移动的或突出的视觉刺激，或对其作出眼球运动[1]

## 治疗
目前还没有确切的证据支持MCS的恢复过程的可介入性。目前有多项临床试验正在进行，以调查潜在的治疗方法。